# Podatek od niektórych instytucji finansowych
Podatek od niektórych instytucji finansowych – podatek w Polsce obciążający aktywa wybranych instytucji finansowych. Potocznie nazywany podatkiem bankowym. Wpływy z podatku stanowią wyłączny dochód budżetu państwa.

## Elementy konstrukcyjne podatku

### Zakres podmiotowy
Podatkowi od niektórych instytucji finansowych podlegają następujące instytucje mające siedzibę lub oddział na terytorium Rzeczypospolitej Polskiej:
- Banki
- Instytucje kredytowe
- Spółdzielcze kasy oszczędnościowo-kredytowe
- Zakłady ubezpieczeń
- Zakłady reasekuracji
- Instytucje pożyczkowe.

### Zakres przedmiotowy
Przedmiotem podatku jest nadwyżka sumy wartości aktywów podatnika ustalona na ostatni dzień miesiąca według zasad określonych w ustawie o rachunkowości, ponad kwotę:
- 4 mld zł – dla banków, instytucji kredytowych i spółdzielczych kas oszczędnościowo-kredytowych
- 2 mld zł – dla zakładów ubezpieczeń i reasekuracji
- 200 mln zł – dla instytucji pożyczkowych.

Powyższe kwoty oblicza się łącznie dla wszystkich podatników zależnych lub współzależnych pośrednio lub bezpośrednio od jednego podmiotu lub dla grupy podmiotów powiązanych ze sobą.
W przypadku banków i SKOK-ów podstawę opodatkowania obniża się o wartość funduszy własnych oraz aktywów w postaci skarbowych papierów wartościowych.
Od podatku zwolnione są banki państwowe oraz podmioty, wobec których wdrożono postępowanie naprawcze.

### Stawka podatku i pobór
Stawka podatku wynosi 0,0366% podstawy podatku miesięcznie. Podatnicy są zobowiązani składać deklaracje w miesiącach w których występuje podatek do zapłaty. Organem podatkowym jest właściwy miejscowo naczelnik urzędu skarbowego.